# Экспедиция особого назначения (Дунай)
Экспедиция особого назначения — оперативное соединение кораблей и судов Русского императорского флота на Дунае, действовавшее в 1914—1915 годах с целью перевозки грузов для Сербской армии во время Первой мировой войны.

## История
С началом Первой мировой войны с целью оказания военно-технической помощи Сербии была создана Экспедиция особого назначения, в которую были включены все суда и портовая инфраструктура Русско-Дунайского пароходства.
Русское Министерство морского флота взяло на себя обязательство по организации и отправки военной помощи; была сформирована «Экспедиция особого назначения» (ЭОН). Задачей ЭОН являлось «прохождение и сопровождение военных грузов в Сербию», посредством транспортировки грузов по Дунаю. Экспедиция была сформирована 16 августа 1914 года, во главе с капитаном 1-го ранга М. М. Весёлкиным (позже Весёлкин был произведён в контр-адмиралы).
Для перевозки грузов использовались мощности Черноморского флота, но большие суда в этой операции использоваться не могли, поскольку они были не способны пройти по Дунайским фарватерам. В составе экспедиции принимали участие баржи и торговые суда; кроме того, ЭОН включила в свой состав и Российское пароходство на Дунае. Вскоре и от Российского Министерства морского флота были получены весьма немалые средства на приобретение новых грузовых судов.
Грузы ЭОН  рассматривались как «товары специального назначения», а это означало, что железными дорогами и водными путями грузы будут пропускаться приоритетно, вместе с материалами для русской армии, и за счёт российской казны. Русский порт на Дунае, Рени, был выбран в качестве отправной точки пути до сербских городов Радуевац и Прахово, являвшимися портами разгрузки. Русский флот охранял конвой (караван) на случай встречи или боя с Австро-Венгерскими кораблями и самолётами, а также на случай появления мин (охранял от столкновений).